# سون بن
سون بن با نام متداول بویانگ، پسرعموی سون کوان، یک جنگ‌سالار چینی دودمان هان پسین و بنیانگذار ووی شرقی بود.